# Sini
Sini (sardisk: Sìni) er en by og en kommune (comune) i provinsen Oristano i regionen Sardinien i Italien. Byen ligger i 255 meters højde og har 524 indbyggere (2016). Kommunen har et areal på 8,75 km² og grænser til kommunerne Baradili, Genoni, Genuri og Gonnosnò.